# Лорел (Делавэр)
Лорел (англ. Laurel) — город в округе Сассекс в штате Делавэр США. По данным переписи 2020 года, численность населения составляла 3865 человек.

## Население
| 2010 | 2020  |
| ---- | ----- |
| 3708 | ↗3865 |